# Inmigración japonesa en Chile

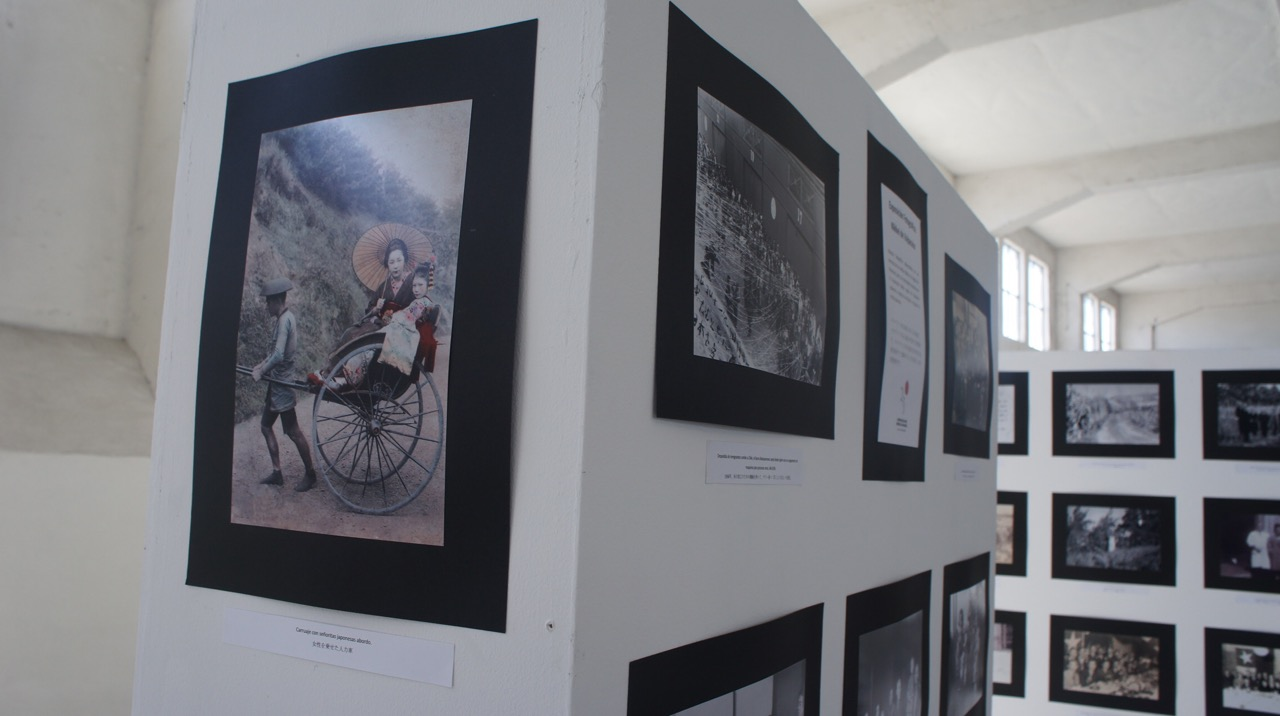
Exhibición de la historia de la inmigración japonesa a Chile organizada por la Corporación Nikkei Región de Valparaíso.

Históricamente, la inmigración japonesa en Chile no fue numerosa como en otros países de la región como en el caso de su vecino septentrional, el Perú, donde reside la segunda comunidad más importante de nipones en América Latina. A pesar de esto, en Chile se instalaron varios japoneses que arribaron en pequeños grupos durante el siglo XX.

## Orígenes
La primera oleada de inmigración japonesa a Chile estuvo compuesta por 126 inmigrantes que buscaban empleo en la industria minera en 1903. Hacia 2010, el Ministerio de Relaciones Exteriores del Japón estimaba un total de aproximadamente 3.800 japoneses viviendo en Chile. Entre ellos había 1.108 residentes temporales, 504 residentes permanentes, y cerca de otros mil descendientes nacidos en el país.

## Historia
El número de colonos japoneses en Chile nunca fue superior a 900 entre 1910 y 1940. Entre los que entraron en el país, había una amplia diversidad de ocupaciones, desde profesionales y empresarios hasta trabajadores que volvían a emigrar de países vecinos, sobre todo de Perú, que cuenta con la segunda mayor población japonesa de Iberoamérica y la sexta más grande del mundo. La mayoría se establecieron en el norte, rico en salitrales, y en las regiones sureñas de Valparaíso y Santiago. Encontraron empleo en una variedad de trabajos como trabajadores asalariados y en pequeños negocios, especialmente como barberos. La comunidad nikkei primitiva estaba formada en gran parte por hombres. La mayoría de los hombres issei se casaban con mujeres chilenas. Sus hijos, los nisei, fueron criados con la creencia de "si van a vivir en Chile, que sean chilenos".[cita requerida]
Sin embargo, la Segunda Guerra Mundial avivó los sentimientos antijaponeses e interrumpió el proceso de integración de los nikkei en la sociedad chilena. A principios de 1943, varias decenas de chilenos japoneses se vieron obligados a trasladarse desde zonas estratégicamente sensibles (como las minas de cobre) al interior del país. Mientras tanto, la comunidad japonesa se fue uniendo y se ofreció apoyo mutuo frente a las oposiciones en tiempos de guerra. Estos lazos se formalizarían más tarde, después de la guerra, con la organización de la Sociedad Japonesa de Beneficencia.[cita requerida]
En la década de 1990, los chileno nikkei disfrutaban de un estatus de clase media, un alto nivel educativo y empleos en puestos de trabajo de cuello blanco. Contrariamente a las tendencias de otros países de América Latina con poblaciones nikkei, menos del 5 % de la población japonesa étnica ha ido a Japón para trabajar como dekasegis. El pequeño tamaño de la comunidad japonesa, su falta de unidad y el aumento de los matrimonios mixtos ponen en duda el futuro de los nikkei chilenos. Se estima que hay 3800 japoneses y descendientes.[cita requerida]

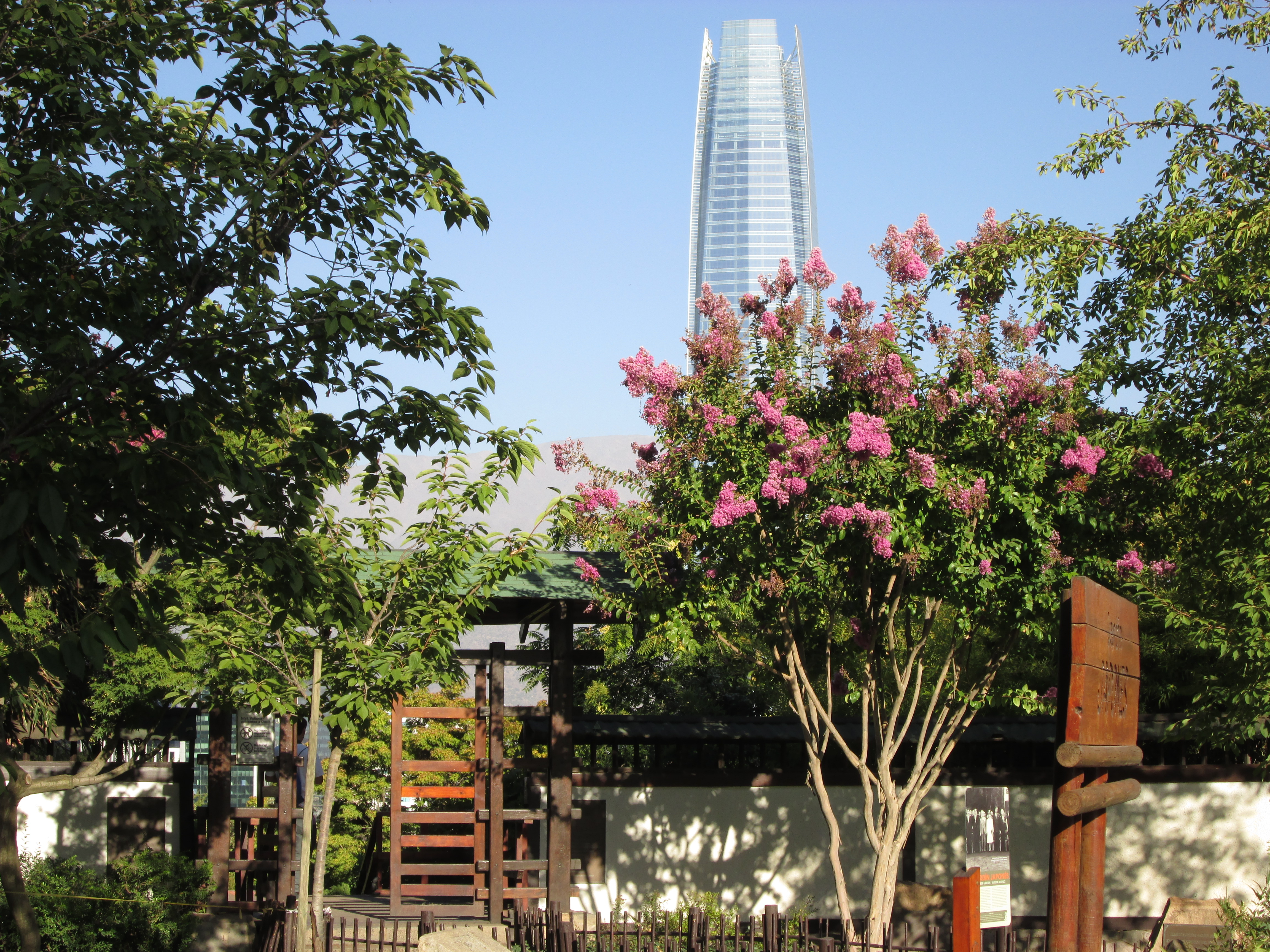
Entrada al Jardín Japonés de Santiago con la Gran Torre Santiago de fondo.

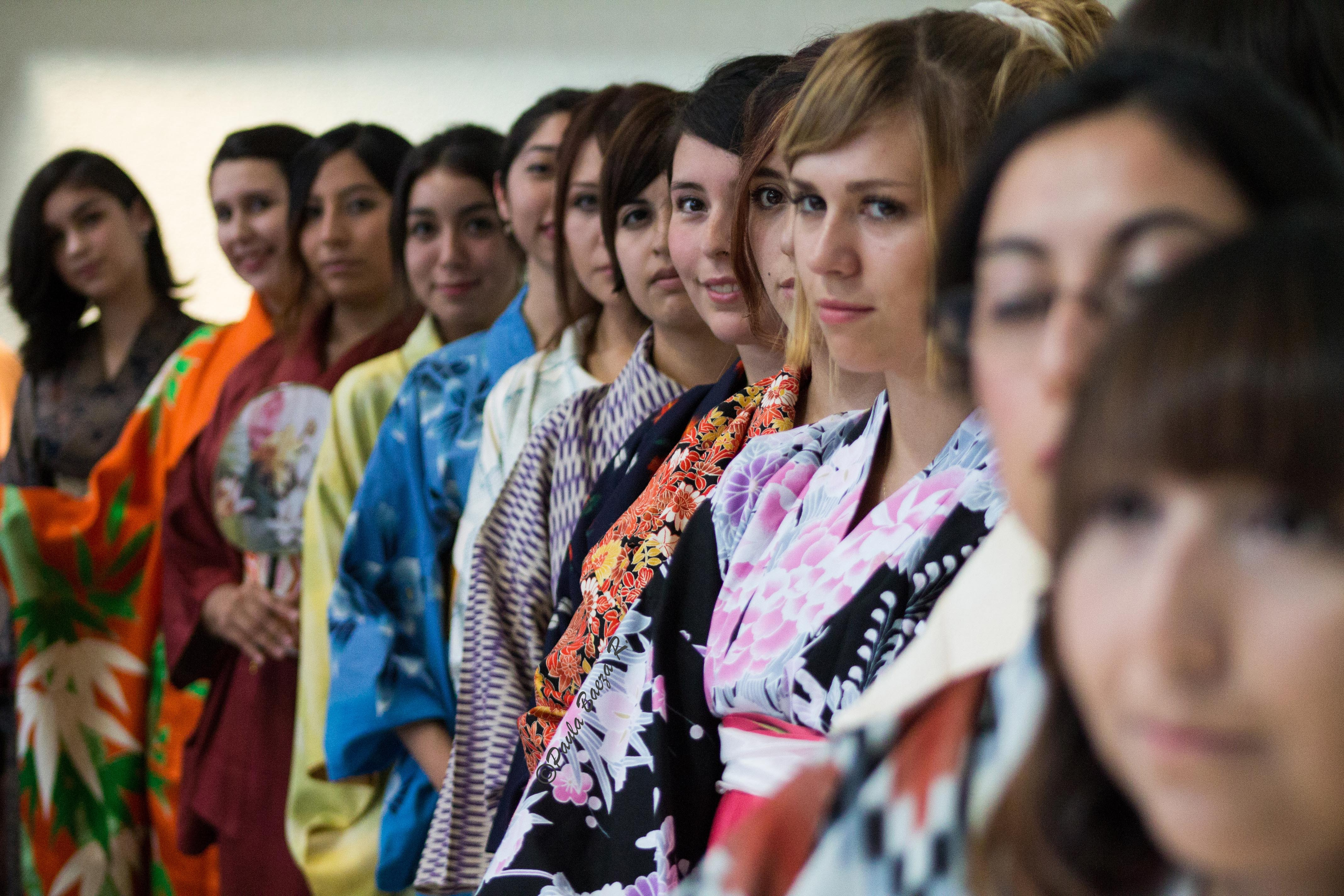
Fashion show de kimonos por la Corporación Nikkei Región de Valparaíso.

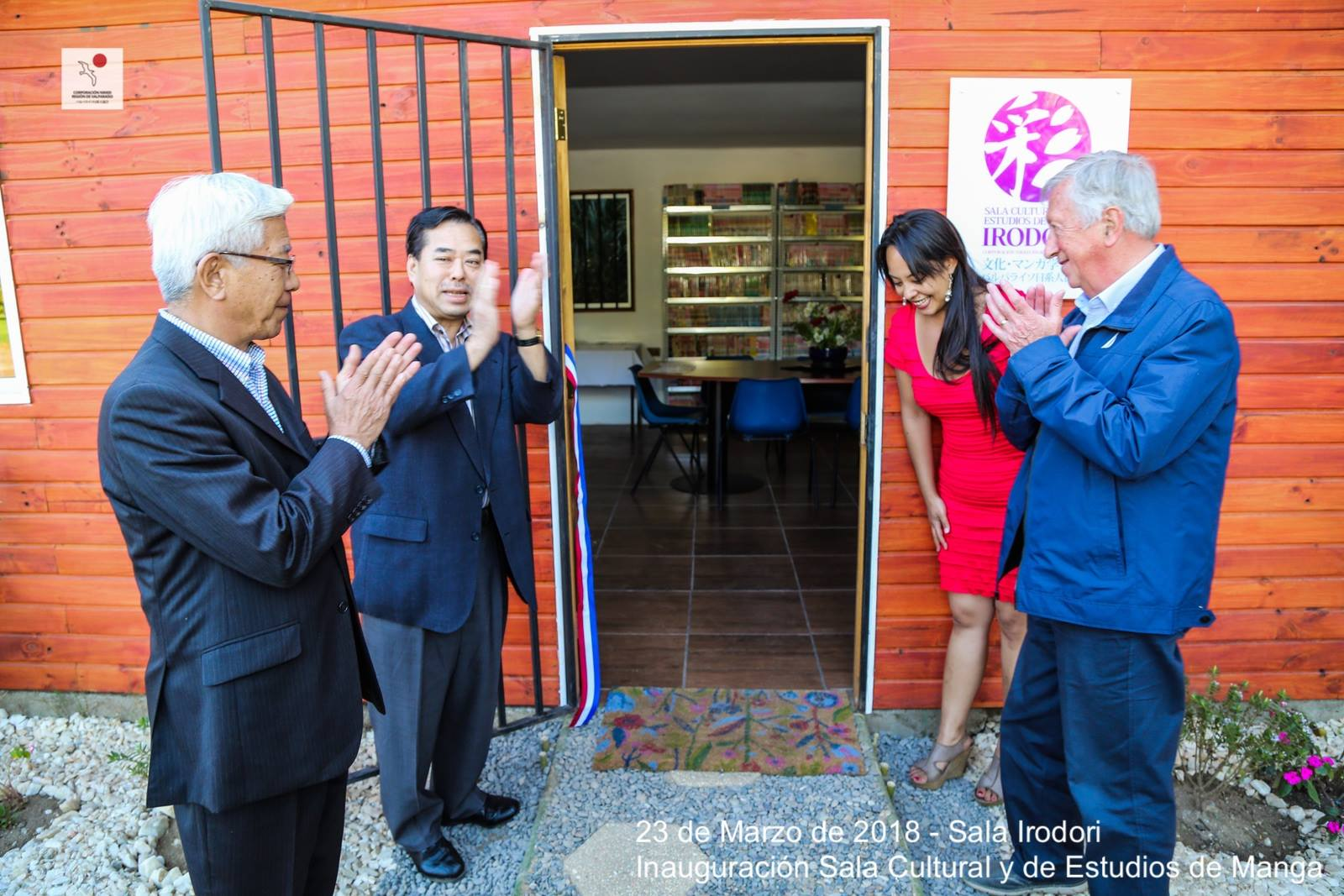
la Corporación Nikkei Región de Valparaíso inauguró junto a autoridades chilenas y japonesas la primera "Sala Cultural y de Estudios de Manga" de Chile "Irodori" (multicolor), en el Jardín Botánico Nacional de Viña del Mar.

Desde 2010, nuevas generaciones de Nikkei de la Corporación Nikkei Región de Valparaíso comenzaron a ser más activos con la comunidad y empezaron a organizar eventos como el Hanami (花見, Festival de los cerezos), el Festival Japón Valparaíso con una asistencias de 3000 a 5000 personas. Desde entonces, el pensamiento de la Corporación ha evolucionado, pasando de ser una organización exclusiva de descendientes japonesas, a ser un puente cultural entre Japón y Chile, abriendo las puertas a miembros que no sean descendientes de japoneses pero que tengan una afinidad con la cultura y los valores japoneses.
En 2018, en Chile se organizó por primera vez la competencia deportiva «Confraternidad Deportiva Internacional Nikkei» (CONFRA), donde —en cuatro días de competencia— participaron casi 1.000 deportistas de diez países distintos. Este evento significó el estrechamiento de lazos de toda la comunidad nikkei como también la incorporación de la comunidad chilena para contribuir al éxito de la organización del evento. En noviembre de 2018 se realiza el primer encuentro de jóvenes Nikkei de Chile, a través del Proyecto NETNI CHILE. El evento convocó a más de cien descendientes de todo el país. En el evento la comunidad de jóvenes reconoció la existencia del concepto "Nikkei no kokoro" en la búsqueda de la compresión del ¿Qué es ser nikkei?. El primer encuentro permitió identificar a los futuros líderes dispuestos a participar de NETNI-Chile, así como generar vínculos entre las antiguas y nuevas generaciones de descendientes.
El 23 de marzo de 2018, la Corporación Nikkei Región de Valparaíso inauguró junto a las autoridades chilenas y japonesas la primera "Sala Cultural y de Estudios de Manga" de Chile "Irodori" (multicolor), en el Jardín Botánico Nacional de Viña del Mar. En su inauguración participaron el excelentísimo Embajador de Japón en Chile, el Sr. Yoshinobu Hiraishi; el Agregado Cultural de la Embajada de Japón en Chile, el Sr. Ko Takahashi; el Secretario de Cámara de Comercio Chileno Japonesa, el Sr. Yoshio Tsuchizaki; y el Secretario técnico ejecutivo de la Fundación Jardín Botánico Nacional, el Sr. Jorge Stambuk.
En 2019, NETNI CHILE realiza la segunda versión del encuentro de jóvenes Nikkei de Chile en el Centro Cultural Palacio la Moneda. El evento congregó a los descendientes de todo el país, teniendo como consecuencia un aumento en la participación e identificación de jóvenes descendientes japoneses en Chile. La segunda edición del encuentro fue nombrada "Construyendo líderes de cambio". En esta oportunidad los jóvenes pudieron generar fuertes vínculos con las antiguas y nuevas generaciones de nikkei, gracias a la participación de personalidad destacables del mundo nikkei chileno, dando paso a vislumbrar nuevas oportunidades de crecimiento para la comunidad nikkei chilena.
En octubre de 2020, la Corporación Nikkei Región de Valparaíso realiza el primer Hanami (花見, Festival de los cerezos) en Internet llamado HANAMI2020 Festival de los Cerezos. Participan artistas de Japón, Paraguay, Inglaterra y Chile.

## Idioma y cultura
La mayoría de los chilenos japoneses sólo hablan español. Únicamente un número reducido puede hablar japonés, mientras que aquellos con educación superior hablan inglés. Incluso hay una serie de escuelas chilenas japoneses que ofrecen enseñanza en idioma inglés a los últimos residentes japoneses.
El Instituto Cultural Chileno-Japonés, la Corporación Nikkei Región de Valparaíso son algunas de las principales organizaciones de difusión de la lengua y cultura japonesa en Chile.

## Religión
La mayoría de los japoneses chilenos son cristianos católicos, mientras que existen algunas minorías budistas y sintoístas.

## Jardines japoneses
- Jardín Japonés de Santiago, en el cerro San Cristóbal y el cerro Santa Lucía
- Parque Jardín del Corazón en La Serena
- Parque japonés de Antofagasta
- Jardín Japonés en Fundación MOA Internacional (Santiago)
- Jardín botánico Nacional de Viña del Mar